# Soledar
Soledar (en ucraniano y ruso, Соледар, literalmente, «regalo de sal») es una ciudad ucraniana perteneciente al óblast de Donetsk. Situada en el este del país, forma parte del raión de Bajmut y es centro del municipio (hromada) de Soledar.
La ciudad se encuentra ocupada por Rusia desde el 13 de enero de 2023, en el marco de la invasión rusa de Ucrania. Sin embargo, debido al uso masivo de artillería para su toma, sólo quedan ruinas en Soledar.

## Geografía
Soledar se encuentra en la orilla del río Bajmutka, un afluente del río Donets y en la carretera territorial T-13-02. La ciudad está 16 km al sureste de Bajmut y 80 km al norte de Donetsk. 

## Historia
En el sitio de la ciudad moderna desde el siglo XVII estaba ubicada la aldea de Briantsivka (en ucraniano: Брянцівка), cuyos habitantes eran cosacos del Don y colonos del norte de Ucrania. Su ocupación principal era la producción de sal y en 1881 la aldea fue denominada Soledar por la mina. Más tarde, se encontraron en las cercanías depósitos de cuarcitas y arcillas refractarias, sobre cuya base, en 1887 se construyeron una planta de alabastro y otra de fabricación de material refractario. Para el transporte de la sal y otros bienes de las empresas integradas fue construida una estación de tren en 1913; en 1935 fue construido un depósito de sal.  
Desde 1926, se renombró a Karlo-Líbknejtivsk (en ucraniano: Карло-Лібкнехтівськ) en honor al político judeoalemán Karl Liebknecht. En la Segunda Guerra Mundial, la ciudad fue ocupada por el ejército alemán desde el 31 de octubre de 1941 hasta septiembre de 1943. En este tiempo, las minas de sal fueron completamente destruidas y en 1947 se completó la restauración de la última de todas las minas destruidas. Karlo-Líbknejtivsk recibió el estatus de ciudad en 1965. En julio de 1991, fue renombrada como Soledar.
A mediados de abril de 2014, agentes rusos del GRU dirigidos por Ígor "Strelkov" Guirkin capturaron varias ciudades del óblast de Donetsk, incluida Soledar. El 21 de julio de 2014, las fuerzas ucranianas aseguraron la ciudad. El 2 de agosto de 2014, el equipo de identificación y los observadores de la OSCE que se ocupan del accidente del MH17 establecieron su base en Soledar, porque desde allí era más fácil llegar al lugar del accidente.
Durante la invasión rusa de Ucrania de 2022, Soledar fue bombardeada repetidamente y una gran parte de los residentes fueron evacuados. También se informó que un misil ruso había alcanzado la planta de sal de Artemsil en la ciudad el 28 de mayo de 2022. El 28 de julio de 2022, el Estado Mayor de Ucrania informó que los combates se acercarían a las ciudades de Bajmut y Soledar. El 9 de agosto de 2022, el líder checheno Ramzán Kadírov afirmó que "las fuerzas aliadas también tomaron bajo control las instalaciones de la planta de Knauf" en el marco de la batalla de Soledar, que terminó con victoria rusa. Provocando que a principios de enero del año 2023, las fuerzas ucranianas tuvieron que retroceder y ceder Soledar para no ser flanqueados.

## Demografía
La evolución de la población entre 1923 y 2021 fue la siguiente:
| 1244                                                          | 1499 | 7148 | 11 228 | 10 821 | 12 305 | 13 151 | 11 898 | 11 708 | 11 242 | 11 010 | 10 490 |
| (Fuente: Cities & Towns of Ukraine y UKRAINE: Größere Städte) |      |      |        |        |        |        |        |        |        |        |        |

Según el censo de 2001, el idioma ucraniano es mayoritario (60,1%) frente al ruso (39,4%).

## Economía
Las principales empresas de la ciudad están relacionadas con la minería y las industrias de procesamiento: la Asociación de Empresas Estatales Artyomsol extrae y procesa sal de roca en la mina de sal de Soledar y Knauf Gips Dombás, una subsidiaria de un productor de yeso alemán Knauf. En la ciudad funciona el único vivero en Ucrania para el cultivo industrial de abetos azules y plateados.

## Infraestructura

### Arquitectura, monumentos y lugares de interés
La ciudad tiene una importante atracción turística: las galerías subterráneas y las cámaras de las minas de sal de Soledar, que también se utilizan ampliamente para el tratamientos de asma y otras enfermedades pulmonares. La mina tiene un museo, una iglesia subterránea activa, esculturas de sal, un cristal de sal nativo del tamaño de un humano. En una de las producciones se realizan conciertos de música sinfónica. Estas vistas permitieron a Soledar entrar en el Libro Guinness de los récords. 

### Transporte
La ciudad se encuentra en la carretera territorial T-13-02. Soledar tiene una estación de trenes en la línea Járkov-Górlovka.

## Galería

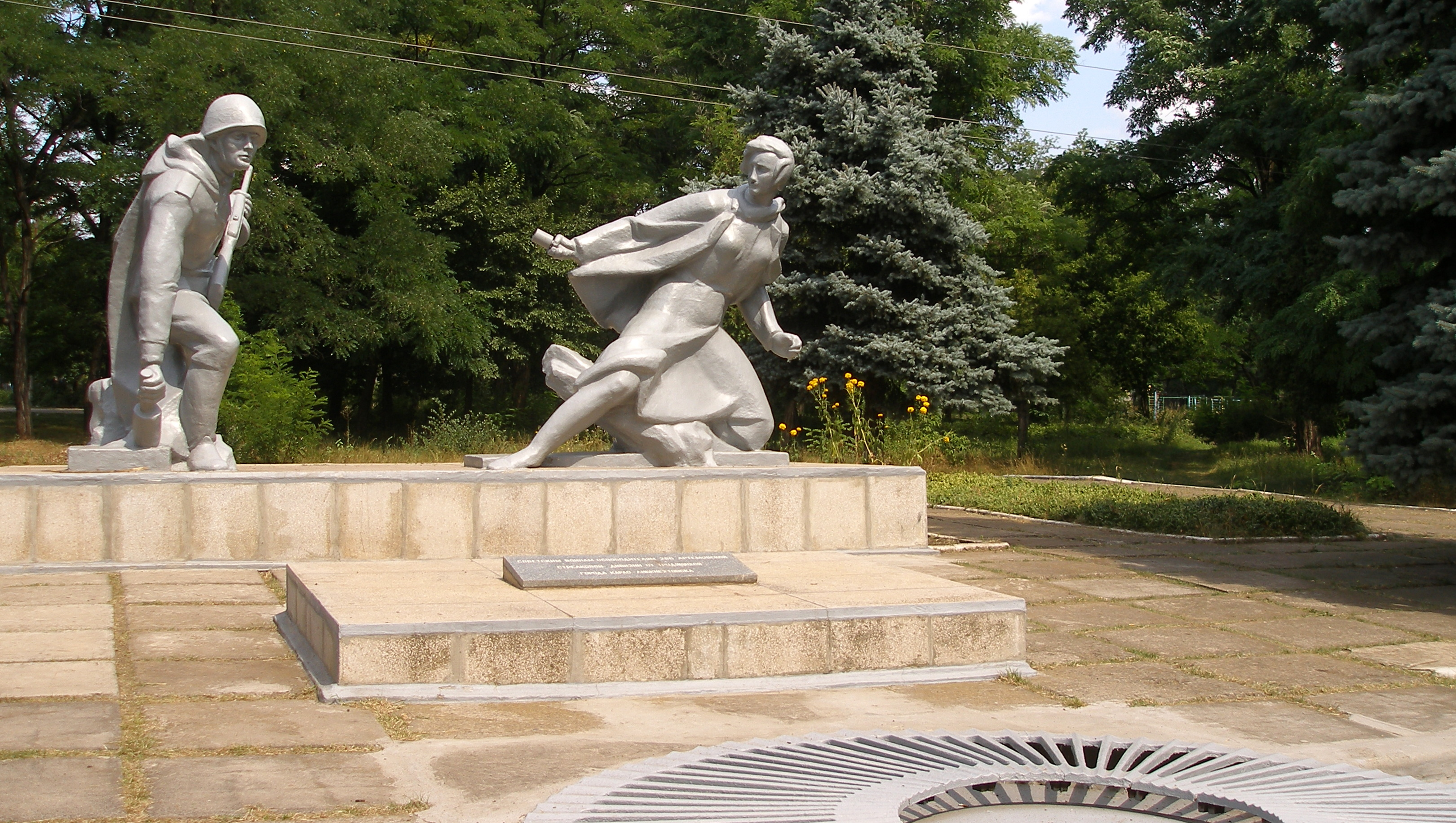
Monumento soviético sobre la Segunda Guerra Mundial
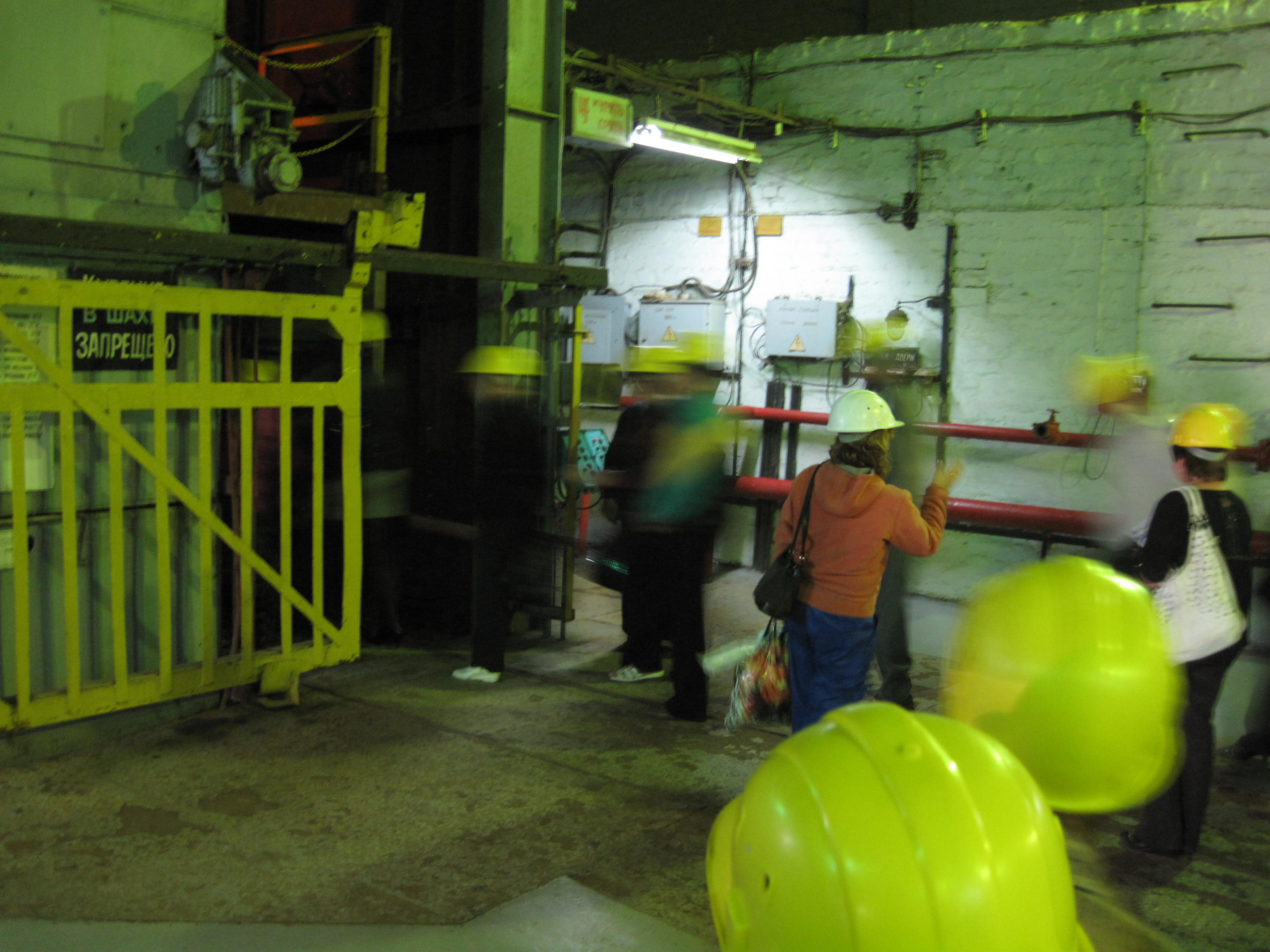
Entrada a la mina de sal
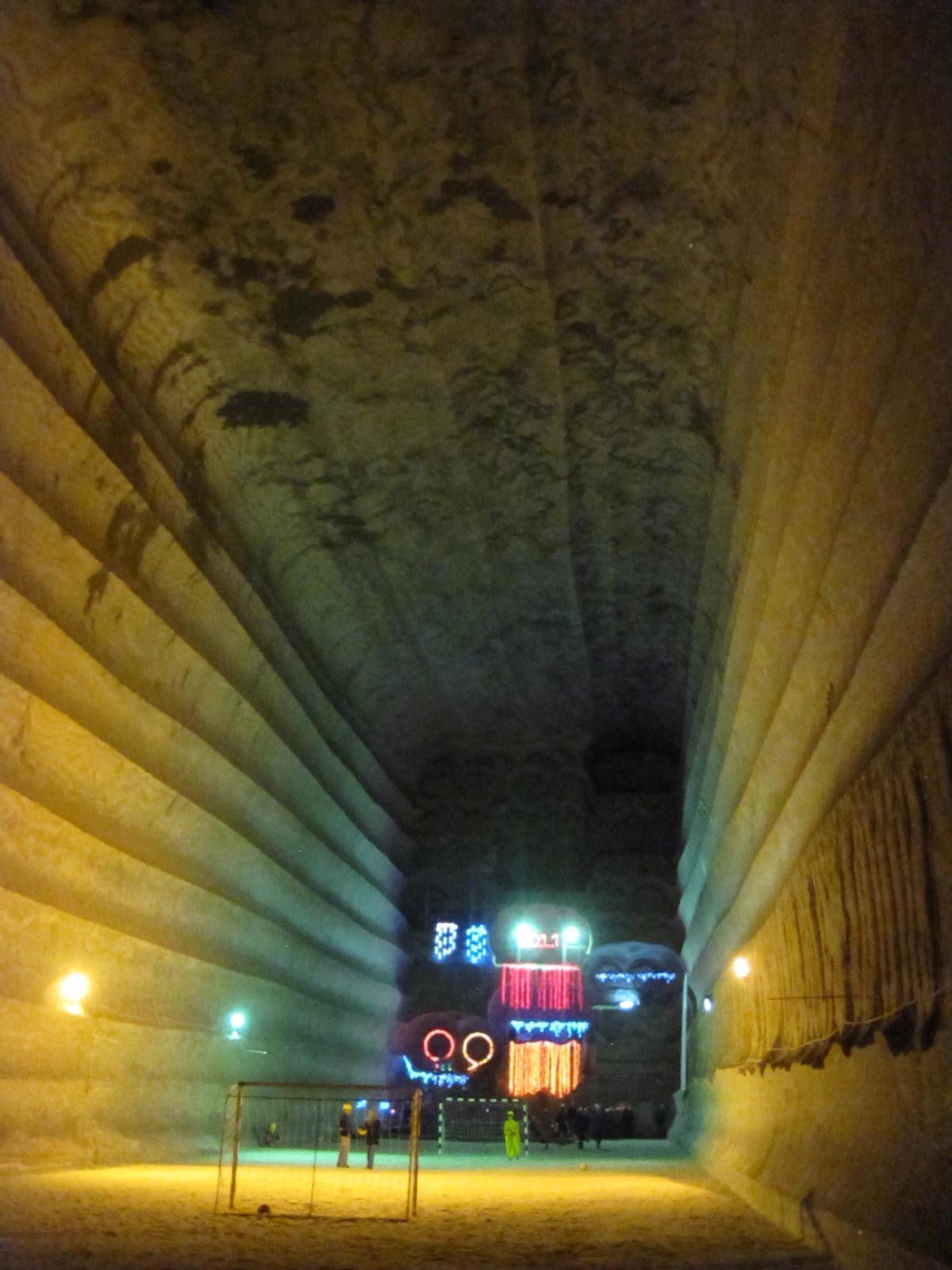
Sala de conciertos subterránea en una mina de sal
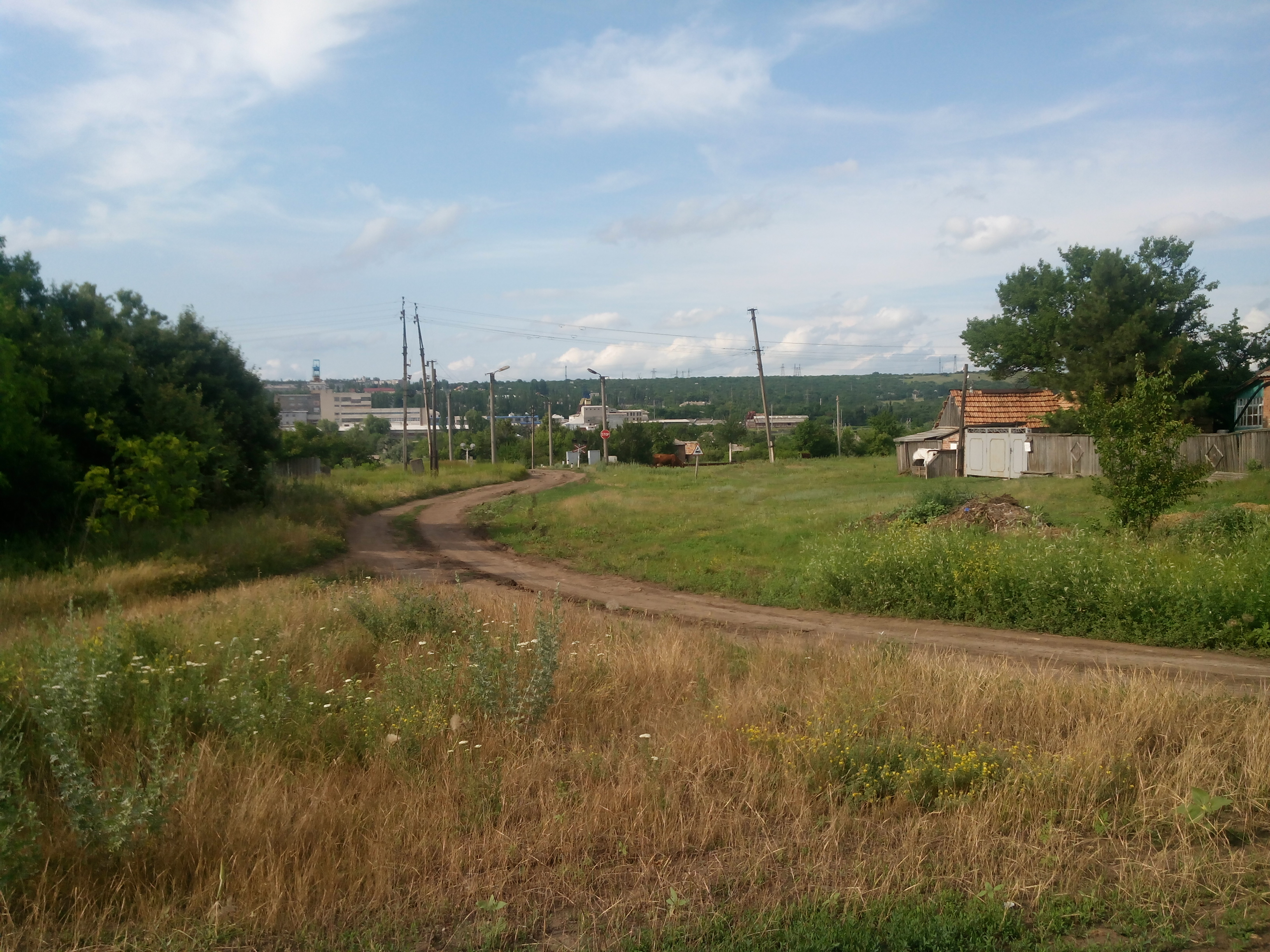
Alrededores de Soledar